# 千葉県道217号本千葉停車場線
千葉県道217号本千葉停車場線（ちばけんどう217ごう ほんちばていしゃじょうせん）は、千葉県千葉市中央区の京成電鉄千葉線・千原線の千葉中央駅と同区の国道357号交点を結ぶ一般県道。「本千葉停車場線」と名乗っているが、起点は千葉中央駅である。この名称は、かつて本千葉駅が現在の千葉中央駅付近に位置していた（1958年に移転）ことに由来する。

## 概要
- 起点：千葉市中央区本千葉町 千葉中央駅前交差点（京成電鉄千葉線・千原線 千葉中央駅）
- 終点：千葉市中央区新宿1丁目 ポートアリーナ前交差点（国道357号交点）
- Googleマップ

## 交差・接続する道路
- 国道357号 ポートアリーナ前交差点（終点）

## 周辺
- 京成電鉄千葉線・千原線 千葉中央駅
- 白幡神社
- 千葉ポートアリーナ